# Бош Нандалал
Нандалал Бош (Бос) (англ. Nadalal Bose; *1883 — †1966) — індійський художник, один із зачинателів т. з. Бенгальського Відродження, що прагнув відродити стародавні національні традиції на новій основі. Брав участь у рухові «неспівробітництва» з англо-індійськими властями.
Твори Боса виконані у плоскій декоративній манері в стилі стародавніх національних стінописів або мініатюр («Горе Уми», «Дамаянті впізнає свого жениха Наля серед божеств» та інші).